# Kuajok
Kuajok est une ville du Soudan du Sud, capitale de l'État de Warab, en remplacement de la ville de Warab. 